# 1인 시위
1인 시위는 대한민국의 집회와 시위에 관한 법률에 “집회는 외교기관의 100미터 이내에서 할 수 없고 집회는 2인 이상을 말한다”라는 규정, 집회의 사전신고 규정 등을 피하기 위하여 혼자 하는 시위를 말한다.

## 집회와 시위에 관한 법률
제11조 (옥외집회와 시위의 금지 장소) 누구든지 다음 각 호의 어느 하나에 해당하는 청사 또는 저택의 경계 지점으로부터 100 미터 이내의 장소에서는 옥외집회 또는 시위를 하여서는 아니 된다.
1. 국회의사당, 각급 법원, 헌법재판소
2. 대통령 관저(官邸), 국회의장 공관, 대법원장 공관, 헌법재판소장 공관
3. 국무총리 공관. 다만, 행진의 경우에는 해당하지 아니한다.
4. 국내 주재 외국의 외교기관이나 외교사절의

제2조 (정의) 이 법에서 사용하는 용어의 뜻은 다음과 같다.
1. (중략)
2. “시위”란 여러 사람이 공동의 목적을 가지고 도로, 광장, 공원 등 일반인이 자유로이 통행할 수 있는 장소를 행진하거나 위력(威力) 또는 기세(氣勢)를 보여, 불특정한 여러 사람의 의견에 영향을 주거나 제압(制壓)을 가하는 행위를 말한다.

## 시작
2000년 12월 4일 참여연대 조세개혁팀 실행위원인 윤종훈 회계사가 국세청 앞에서 삼성의 변칙 증여에 대한 국세청의 조사를 촉구하면서 1인 시위를 시작했다.

## 사진

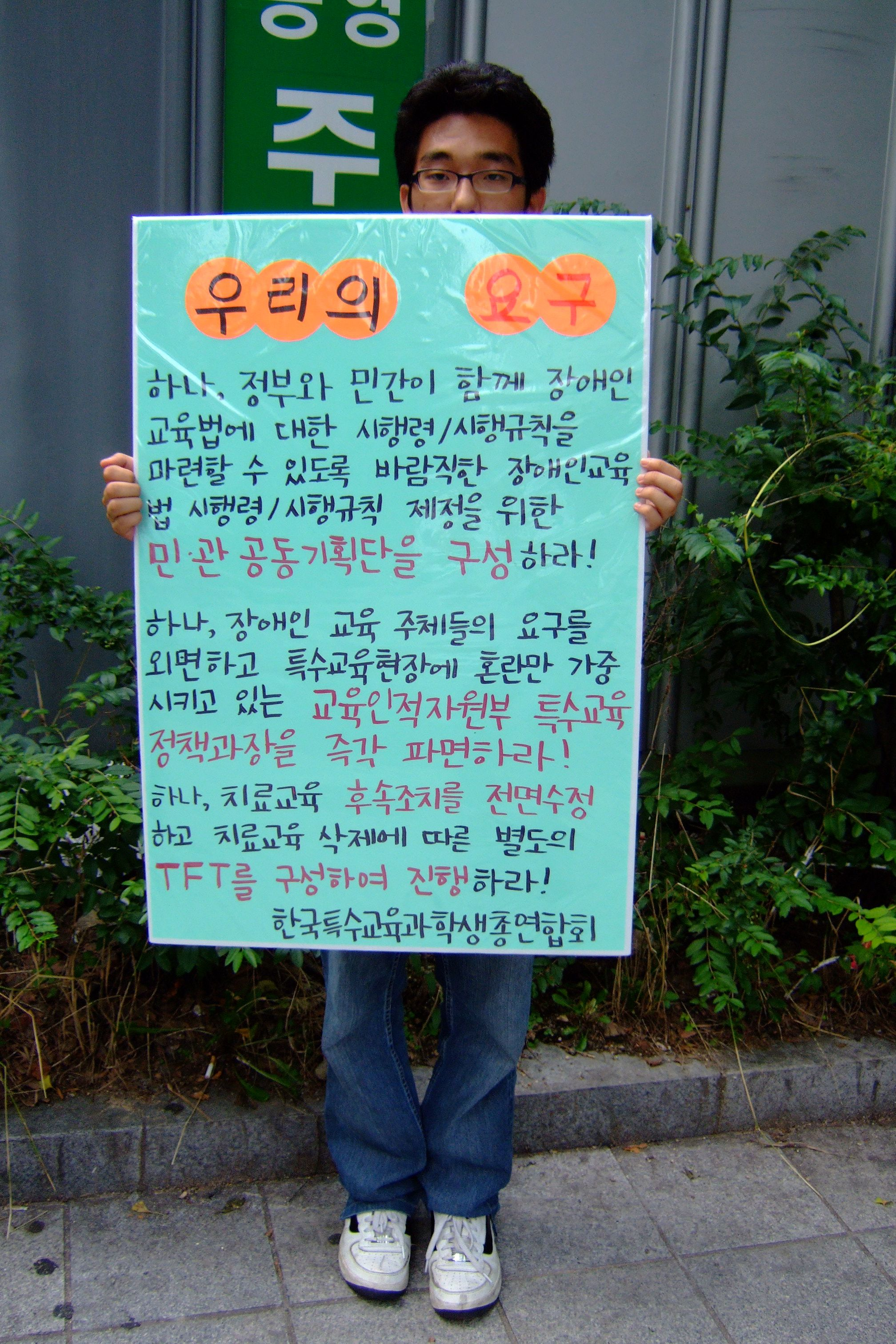
한국특수교육과학생총연합회의 1인 시위 모습
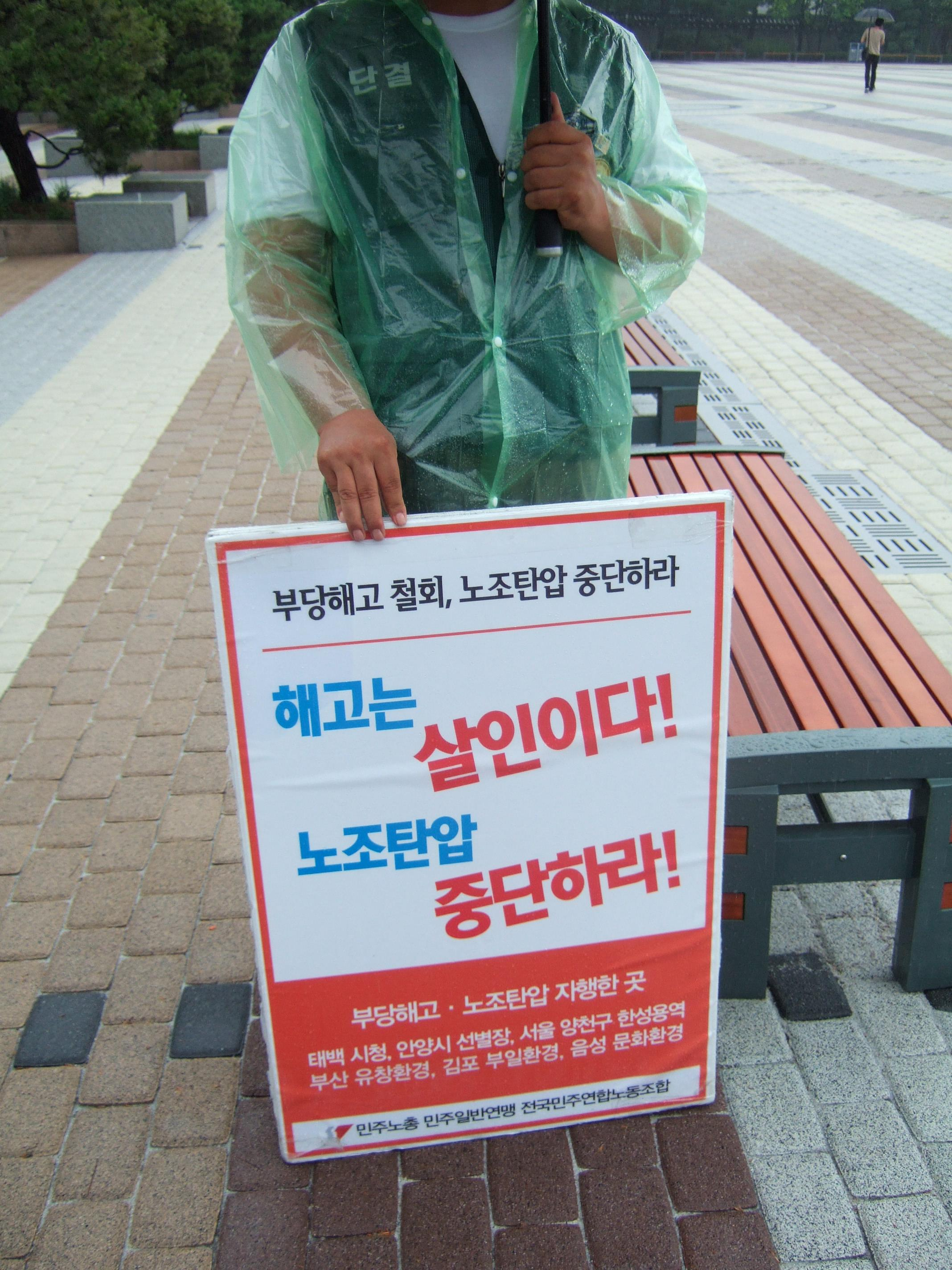
민주노총 부당해고 철회요구 1인 시위
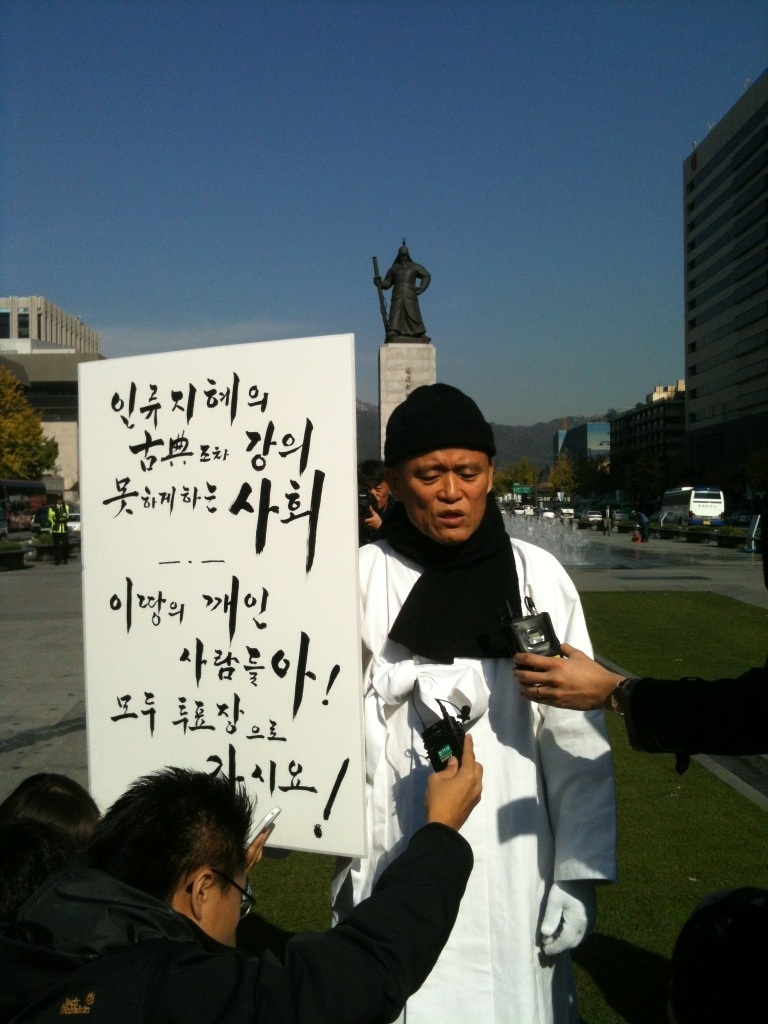
도올 김용옥 선생이 광화문광장에서 1인 시위 하고 있는 모습